# 杨叶镇
杨叶镇，是中华人民共和国湖北省鄂州市鄂城区下辖的一个乡镇级行政单位。

## 行政区划
杨叶镇下辖以下地区：
白沙村、古塘村、平石村、三浃村、团山村和杨叶村。